# Instituto Casa do Choro

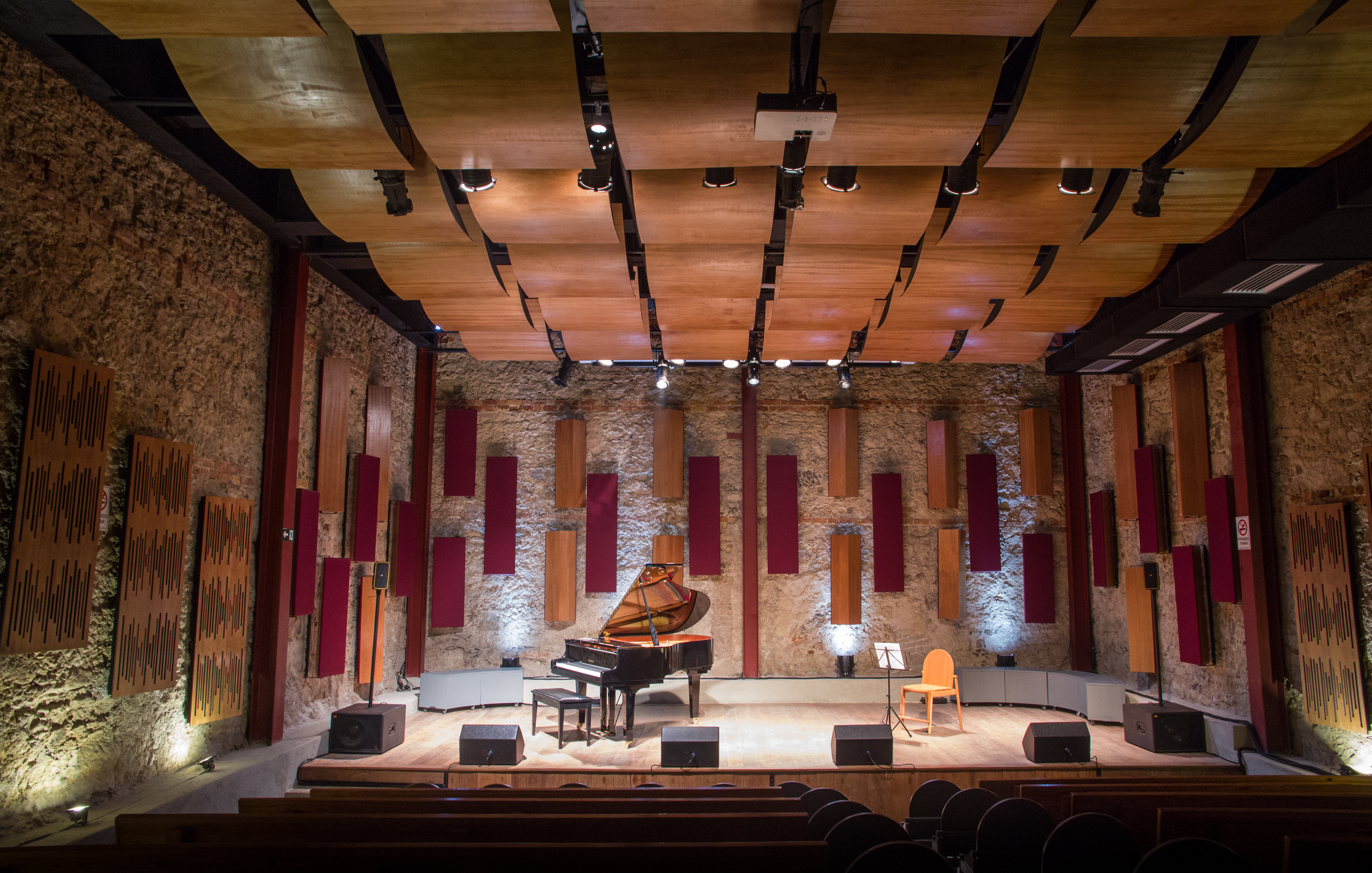
Auditório Radamés Gnattali - Casa do Choro

O Instituto Casa do Choro é uma organização dedicada a preservar a memória do choro. É sediada no número 38 da rua da Carioca, no Centro do Rio de Janeiro, no Brasil.

## História
A organização foi fundada em 1999 por músicos interessados em preservar a memória do choro. Porém somente em 25 de abril de 2015, o instituto ganhou sua sede: um edifício de 1902 em estilo neomourisco na rua da Carioca.

## Atividades
Atualmente, o instituto oferece cursos, espetáculos e exposições, sempre em torno do choro. Também possui o centro de pesquisa Jacob do Bandolim, que armazena partituras, instrumentos, livros, fotos, discos de 78 rotações, discos de vinil e compact discs.